# فانتزی جنسی
فانتِری جنسی یا خیال‌پردازی اروتیک (به انگلیسی: Sexual fantasy) افکار، رؤیاها و داستان‌هایی هستند که با یک محتوای جنسی در ذهن فرد شکل می‌گیرند.

## میزان بروز
خیال‌پردازی‌های شهوانی پدیده‌ای کاملاً متداول هستند. طی تحقیقی مشخص شد که تنها ۷٪ از زنان مورد مطالعه هرگز رؤیاها یا تخیلات جنسی را تجربه نکرده‌اند. پیش‌تر کینزی نیز دریافته بود که ۸۴٪ از مردان و ۶۷٪ از زنان مورد مطالعهٔ او دست به خیال‌پردازی جنسی زده‌اند. محققان دیگر نیز میزان گستردگی تخیلات جنسی را مورد پژوهش قرار داده‌اند. برای مثال:
- «سو» با مطالعه بر روی دانشجویان دریافت که ۶۰٪ از مردان و زنان در طی آمیزش جنسی دست به خیال‌پردازی جنسی زده‌اند.[۳]
- کریپالت و همکارانش گزارش کردند که ۹۴٪ از زنانِ مورد مطالعهٔ آنان در زندگی جنسی خود به خیال‌پردازی می‌پردازند.[۴]
- همچنین زیمر و همکارانش دریافتند که ۷۱٪ از مردان و ۷۲٪ از زنانِ مورد مطالعهٔ آنان در طی انجام آمیزش دست به خیال‌پردازی جنسی زده‌اند.[۵]
- علاوه‌براین مسترز، جانسون و کُلُدنی گزارش کردند که ۸۶٪ از زنانِ مورد مطالعهٔ آنان تخیلاتِ جنسی را تجربه کرده‌اند.[۶]
- البته اکثر مطالعات حاکی از آن است که در مجموع مردان بیش از زنان دست به خیال‌پردازی جنسی می‌زنند.[۷]

## مضمون
اگرچه مضمون خیال‌پردازی شهوانی در میان مردان و زنانِ هم‌جنس‌گرا و دگرجنس‌گرا بسیار متنوع است، با این حال برخی از تخیلات رایج عبارتند از سکس دهانی– جنسی، وسوسه‌انگیز بودن نزدِ دیگران و انجام سکسِ زوری. هم‌چنین از دیگر تخیلات جنسی مشترک می‌توان به سکسِ گروهی، سکس با شخصیت‌های مشهور، رفتارهای وسوسه‌انگیز (مانند سَرَک کشیدن و دیدنِ دیگران در حال انجام فعالیت جنسی) و آزارگری–آزارخواهی جنسی اشاره کرد. در سال ۱۹۹۵ مطالعه‌ای جامع صورت گرفت که طی آن بیش از ۲۰۰ مطالعهٔ انجام شده در زمینهٔ تخیلات جنسی مورد بازنگری قرار گرفتند. نتایج این مطالعه نشان داد که خیال‌پردازی شهوانی موردپسندِ زنان عبارتند از انجامِ سکس با مردی غیر از شریک جنسی‌شان، سکس با یک شخصیتِ مشهور، وسوسه‌انگیز بودن برای پسران بالغ، و سکس با مردان مسن؛ از سوی دیگر مشخص شد که تخیلات جنسی موردپسندِ مردان عبارتند از مشاهدهٔ زنان در حالت لخت، انجام سکس با زنی غیر از شریک جنسی‌شان، فعالیت جنسی با شریک‌های جنسی متعدد، و اعمال زور و قدرت برای شکستن مقاومت زنان جهتِ انجام سکس با آنان.

## کارکرد
- تخیلاتِ جنسی به‌خودی‌خود منبعی لذت‌بخش بوده و می‌توانند سطح تحریکِ جنسی را افزایش دهند.[۹]
- همچنین، تخیلات جنسی این امکان را به فرد می‌دهند تا هر نوع فعالیت جنسی را بدون ترس و نگرانی از نحوهٔ قضاوت دیگران تجربه کند. به عبارت دیگر، تخیلات جنسی این امکان را فراهم می‌کنند تا فرد با احساساتِ جنسی‌اش بدون عمل به آن‌ها آشنا شود.
- علاوه بر این، مطالعاتی وجود دارد که نشان می‌دهد تخیلات جنسی می‌توانند برای غلبه بر اضطرابِ جنسی مؤثر باشند.[۱۰] از این‌رو، بسیاری از متخصصانِ اختلالات جنسی بر استفاده از خیال‌پردازی جنسی برای درمان اختلال‌های جنسی تأکید می‌ورزند. در واقع مشخص شده‌است که سطح پایینِ تحریک‌پذیریِ جنسی در برخی از زنان با فقدانِ خیال‌پردازی جنسی در آنان هم‌بستگی دارد.[۱۱]
- تخیلات جنسی این امکان را به فرد می‌دهند تا بر تجربهٔ جنسی خود افزوده و از این طریق اعتمادبه‌نفس خود را افزایش دهد.
- از سوی دیگر، تخیلات جنسی این امکان را برای فرد فراهم می‌کنند تا دست به انجامِ فعالیت‌های جنسی بزند که هرگز مایل نیست در عالمِ واقعیت آن‌ها را تجربه کند. برای مثال، اگرچه برخی از زنان در مورد «سکس زوری» (اعمال زورِ شریک جنسی برای انجام سکس) خیال‌پردازی می‌کنند، با این حال تعداد زنانی که خواهان به‌واقعیت پیوستن این تخیل هستند فوق‌العاده اندک است (در مورد «تخیل سکس زوری» فرضیه‌ای وجود دارد. برخی از محققان بر این باورند که تخیلات مکرر زن دربارهٔ سکس زوری ناشی از تمایل زنان جهت دست‌یابی به قدرت نفوذ بیشتر در جامعه‌است؛ از این‌رو، آنان خیال‌پردازی می‌کنند که آنچنان مطلوب و شهوت‌انگیز هستند که هیچ مردی تاب مقاومت در برابر جذابیت جنسی آنان را ندارد.[۸] اگرچه هانت (۱۹۷۴) دریافت که تخیلِ سکس زوری در میان زنان دو برابرِ مردان است، وی دریافت که ۱۰٪ از مردان نیز تخیلاتی در زمینهٔ تسلیم‌شدن در برابر اِعمال زورِ شریک جنسی‌شان دارند.
- فرد با استفاده از تصویرسازی ذهنی می‌تواند آن دسته از موقعیت‌های جنسی را تجربه کند که با هنجارها یا قوانین اجتماعی هم‌خوانی ندارند.[۱۲] تخیلاتِ جنسی این امکان را به فرد می‌دهند تا سرکش‌ترین خواسته‌ها و رویاهای جنسی‌اش را بدون آسیب رساندن به خودش و دیگران تجربه کند. برای مثال، فرد ممکن است دربارهٔ جذابیت‌های تجربهٔ جنسی با یک حیوان کنجکاو باشد یا مایل باشد با معشوقهٔ فردی دیگر به فعالیت جنسی بپردازد؛ چنان‌چه هنجارهای جامعه این اجازه را به فرد نمی‌دهند وی می‌تواند از طریق خیال‌پردازی کردن در مورد این موقعیت‌ها موجب کاهش تنش‌های جنسی خویش در این زمینه شود. تخیلاتی از این دست تا هنگامی که صورتی وسواس‌گونه به خود نگیرند سالم هستند. با این حال دیدگاهی وجود دارد مبنی بر این‌که خیال‌پردازی جنسی اساساً رفتاری ناسالم است. برای مثال، آپفلبام (۱۹۸۰) بر این باور است که چنان‌چه فرد در طی فعالیت جنسی با شریک جنسی‌اش دست به خیال‌پردازی جنسی بزند، این رفتار می‌تواند میزان اعتماد و صمیمیتِ موجود در رابطهٔ عاطفی– جنسی را کاهش دهد. با این حال عدهٔ بسیار معدودی از محققان (مانند: Hollender, 1970; Shainess & Greenwald، ۱۹۷۱) با آپفلبام هم‌نظر هستند. به‌طورکلی نگرش غالب در میان محققان این است که تا هنگامی که فرد وسواس و اجباری برای انجام خیال‌پردازی جنسی احساس نکند این نوع خیال‌پردازی‌ها سالم بوده و می‌تواند کیفیت روابط جنسی را افزایش دهد.[۱۳]

## نگارخانه

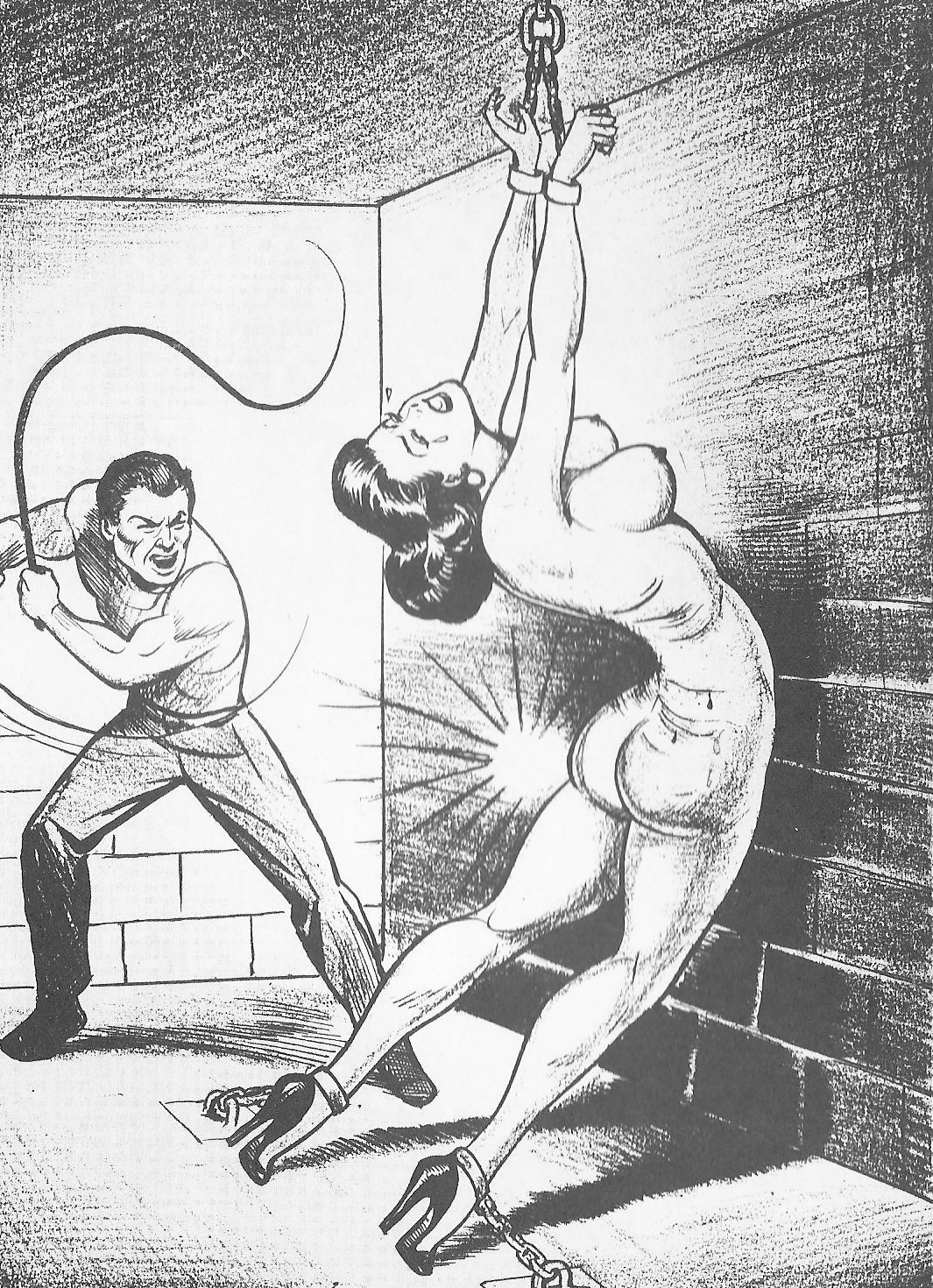
سادومازوخیسم
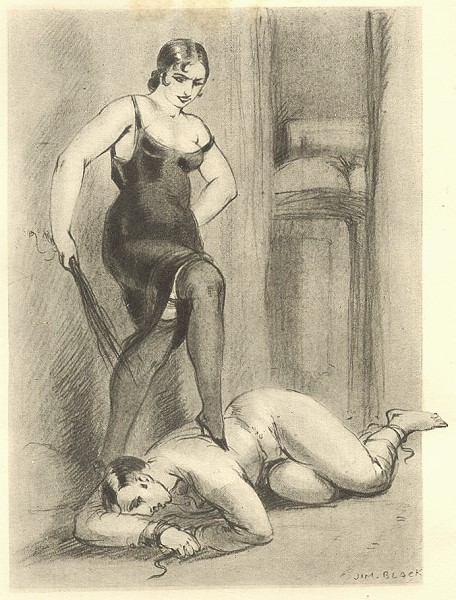
تحقیر اروتیک